# Louvigné-de-Bais
Louvigné-de-Bais (Bretonisch: Louvigneg-Baez) ist eine französische Gemeinde mit 1.874 Einwohnern (Stand: 1. Januar 2022) im Département Ille-et-Vilaine in der Region Bretagne; sie gehört zum Arrondissement Fougères-Vitré und zum Kanton Châteaugiron. Die Einwohner werden Louvignéens genannt.

## Geographie
Louvigné-de-Bais liegt etwa 28 Kilometer ostsüdöstlich von Rennes. Umgeben wird Louvigné-de-Bais von den Nachbargemeinden Saint-Didier im Norden, Cornillé im Nordosten, Torcé im Osten, Bais im Südosten und Süden, Piré-Chancé im Süden und Südwesten sowie Domagné im Westen und Nordwesten.

## Bevölkerungsentwicklung
| Jahr                       | 1962 | 1968 | 1975 | 1982 | 1990 | 1999 | 2011 | 2020 |
| Einwohner                  | 1102 | 1087 | 1122 | 1124 | 1209 | 1411 | 1695 | 1900 |
| Quellen: Cassini und INSEE |      |      |      |      |      |      |      |      |

## Sehenswürdigkeiten
- Kirche Saint-Patern aus dem 16. Jahrhundert, seit 1907 Monument historique
- Kapelle Saint-Job, 1624 erbaut, seit 1975 Monument historique
- Kapelle Saint-Trottin
- Schloss La Morandière
- Herrenhaus Fouesnel
- Herrenhaus Saud-Cour
- Herrenhaus La Touche

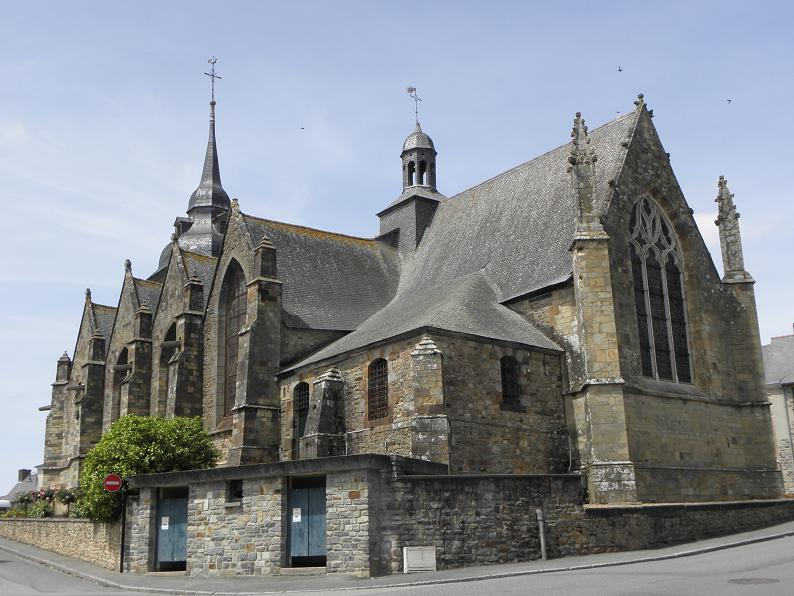
Kirche Saint-Patern
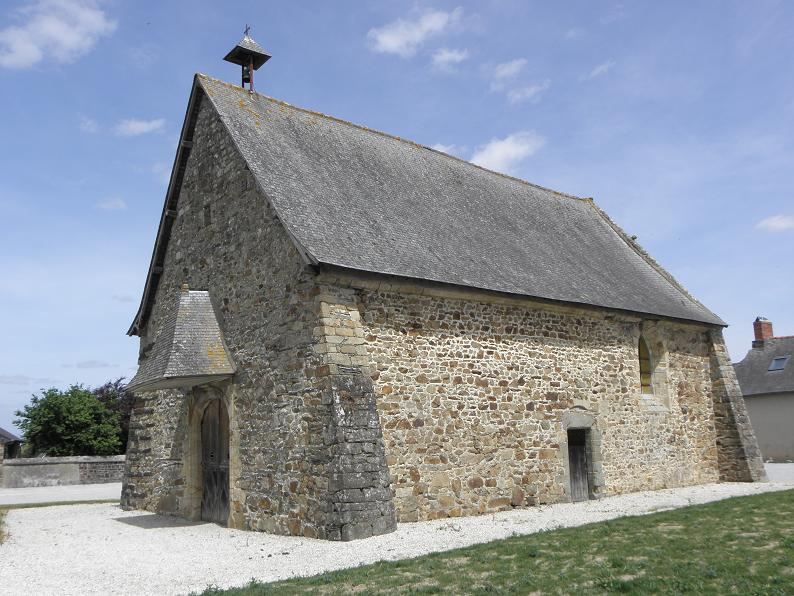
Kapelle Saint-Job
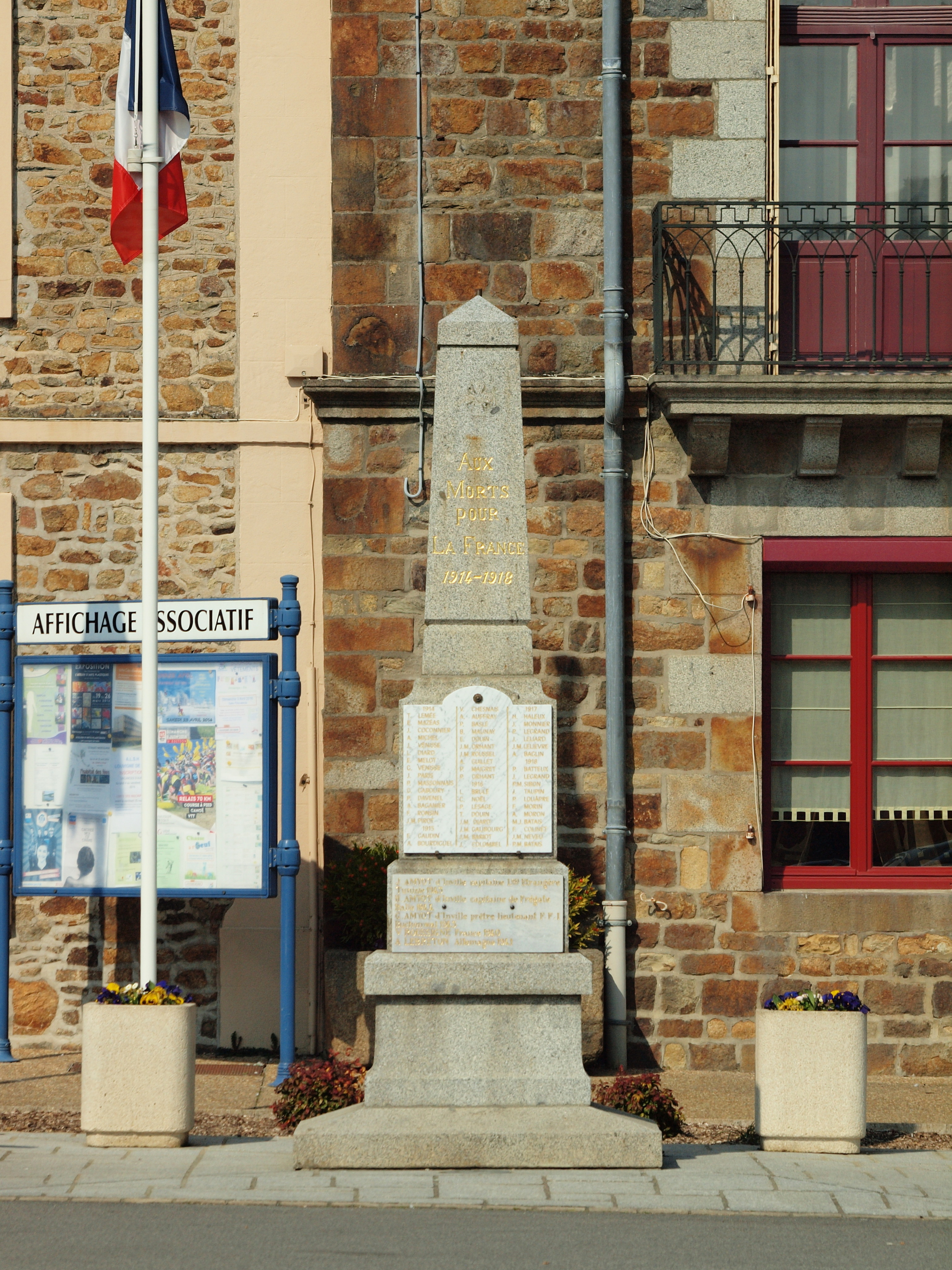
Gefallenendenkmal